# Аліша Інасіо
Alexxus (укр. Аліша Інасіо, нар. 1 липня 1987, Бронкс, Нью-Йорк, США) — професійна американська реслерка, відома за ім'ям Alexxis Nevaeh. Нині виступає у незалежних промоушенах. До цього виступала під ім'ям Lexxus та Alexxus в New England Championship Wrestling, Chaotic Wrestling та World Women's Wrestling. Також співпрацювала з Total Nonstop Action Wrestling, використовуючи ім'я Mercedes Steele.

## Рестлінґ
- Фінішери
  - Guillotine drop
  - One-handed bulldog
- Улюблені прийоми
  - Camel clutch
  - Front dropkick
  - Reverse DDT
  - Roll-up
  - Seated senton
  - Tilt-a-whirl
- Прибране ім'я
  - "The Double X Diva

## Здобутки
- Chaotic Wrestling
  - Chaotic Wrestling Women's Championship
- Pro Wrestling Illustrated
  - PWI ставить її #46 з топ-50 найкращих рестлерок у 2012 році
- World Women's Wrestling
  - World Women's Wrestling Championship
- Women Superstars Uncensored
  - WSU Tag Team Championship (1 раз) — з Амбер